# Antisemitismo en México
El antisemitismo en México se remonta al establecimiento de la Inquisición mexicana en el siglo XVI, que implicó la persecución de judíos, así como de otros acusados de ser criptojudíos. Esta forma temprana de antijudaísmo se transformó con el paso de los siglos. En la época moderna, se han producido manifestaciones de antisemitismo en México a lo largo del siglo XX en diversos momentos históricos, aunque sin constituir una política estatal oficial. De manera similar, estos incidentes han continuado presentes a principios del siglo XXI.
La organización comunitaria judía Tribuna Israelita monitorea los incidentes y tendencias del antisemitismo. En 2014, los resultados de la encuesta Global100 de la Liga Antidifamación (ADL) revelaron que el 24% de la población adulta alberga opiniones y creencias antisemitas.

## Historia
A principios del siglo XX, la actitud de los mexicanos hacia los judíos se caracterizaba por una curiosidad compasiva, y se permitió la inmigración durante el período en que Estados Unidos y Canadá cerraron sus fronteras. Posteriormente, la preocupación por el aumento de la inmigración judía provocó protestas públicas, se expresaron sentimientos antijudíos en la prensa local y se iniciaron campañas antisemitas para boicotear los negocios judíos. A pesar del problema migratorio, la magnitud total de la actividad antisemita durante este período no puede atribuirse únicamente a la inmigración judía. En este período, se documentaron manifestaciones de antisemitismo; sin embargo, rara vez se expresaron mediante violencia física.
En la década de 1930, la Acción Revolucionaria Mexicanista fue emergiéndose como uno de los grupos antisemitas más notorios a nivel internacional. Consideraban a los judíos como una amenaza para los pequeños empresarios del país, aunque su discurso no era fundamentalmente antiburgués, sino antisemita. El líder Nicolás Rodríguez Carrasco incluso mostraba abierta exaltación al canciller de la Alemania nazi, Adolf Hitler, ya que este «salvaba a su patria de la banqueros judíos». No obstante, cuando México se unió al bando aliado tras declarar la guerra a los países del Eje, el sentimiento antijudío fue decayendo momentáneamente.
Las manifestaciones de antisemitismo han persistido hasta el siglo XXI incluyen el uso de grafitis con esvásticas junto con lenguaje de odio, y los ataques a intelectuales públicos judíos, personalidades de los medios y políticos. Entre los blancos del discurso antisemita se encuentra la actual presidenta Claudia Sheinbaum, quien llegó al mando en las elecciones de 2024.